# One Step Closer (Linkin Park)
One Step Closer è un singolo del gruppo musicale statunitense Linkin Park, pubblicato il 28 settembre 2000 come primo estratto dal primo album in studio Hybrid Theory.
Uscito dapprima nelle stazioni radiofoniche statunitensi, il singolo è stato commercializzato il 15 gennaio 2001 nei mercati britannico ed australiano, paesi nei quali ha ottenuto delle certificazioni.

## Descrizione
Seconda traccia dell'album, il titolo originario del brano era Plaster, secondo quanto affermato dal rapper del gruppo Mike Shinoda, il quale ha descritto il brano in un'intervista concessa a ShoutWeb nell'ottobre 2000:

### Versioni alternative e cover
Nel 2001 il brano venne remixato dagli Humble Brothers e incluso in alcuni dischi promozionali diffusi negli Stati Uniti d'America, oltre ad apparire come easter egg nell'album video Frat Party at the Pankake Festival. Una nuova versione del remix, caratterizzata dalla partecipazione vocale di Jonathan Davis dei Korn, è stata pubblicata l'anno seguente nell'album di remix Reanimation con titolo di 1stp Klosr. Nell'EP Collision Course del 2004 è presente un mash-up del brano con 99 Problems di Jay-Z e Points of Authority, intitolato Points of Authority/99 Problems/One Step Closer.
La canzone è stata reinterpretata dai Richard Cheese and the Lounge Against the Machine nel 2002 (per l'album Tuxicity) e dai No Doubt nel 2003. Nel 2020 il cantante statunitense Grandson ha pubblicato una propria versione del brano esclusivamente su Spotify.

## Video musicale
Il video, nato da un'idea del DJ del gruppo Joe Hahn e diretto dall'ex-regista pornografico Gregory Dark a Los Angeles, mostra il gruppo attorniato da acrobati e samurai ed intento ad eseguire il brano presso i sotterranei di un tunnel, vicino ad un ospedale abbandonato, sotto gli occhi increduli di due giovani passanti.
Al video ha partecipato anche il bassista Scott Koziol, il quale curò le parti di basso del brano durante le sessioni di registrazione di Hybrid Theory. Sul muro del tunnel appare il soldato alato dalla copertina di Hybrid Theory, mentre sul DJ set di Hahn si può notare il logo del gruppo mentre si chiamava ancora Hybrid Theory.

## Apparizioni
One Step Closer venne inserito nei videogiochi Rock Band 2, come brano suonabile con tutti gli strumenti, e Guitar Hero: On Tour Decades. Il brano apparve inoltre nei film del 2001 Dracula's Legacy - Il fascino del male e The Experiment - Cercasi cavie umane.

## Tracce
Testi e musiche dei Linkin Park, eccetto dove indicato.
CD promozionale (Stati Uniti)
1. One Step Closer (Album Version) – 2:36
2. One Step Closer (Rock Mix) – 2:36

CD singolo (Europa), MC (Regno Unito), 10" (Regno Unito)
1. One Step Closer – 2:39
2. My December – 4:21 (Mike Shinoda)

CD maxi-singolo (Australia, Europa)
1. One Step Closer – 2:39
2. My December – 4:21 (Mike Shinoda)
3. High Voltage – 3:45
4. One Step Closer (Video) – 2:55

CD promozionale (Stati Uniti) – Humble Brothers Remixes
1. One Step Closer (Humble Brothers Remix) (Extended) – 6:13
2. One Step Closer (Humble Brothers Remix) (FM Radio) – 3:12
3. One Step Closer (LP) – 2:35

CD promozionale (Stati Uniti) – Humble Brothers Extended Remix
1. One Step Closer (Humble Brothers Extended Remix) – 6:19

Download digitale – 100 Gecs Reanimation
1. One Step Closer (100 Gecs Reanimation) – 2:21

## Formazione
Hanno partecipato alle registrazioni, secondo le note di copertina di Hybrid Theory:
Gruppo
- Chester Bennington – voce
- Rob Bourdon – batteria
- Brad Delson – chitarra
- Joseph Hahn – giradischi, campionatore
- Mike Shinoda – beat, campionatore

Altri musicisti
- Scott Koziol – basso

Produzione
- Don Gilmore – produzione, ingegneria del suono
- Jeff Blue – produzione esecutiva
- John Ewing Jr. – ingegneria del suono aggiuntiva, Pro Tools
- Mike Shinoda – assistenza Pro Tools
- Matt Griffin – assistenza tecnica
- Steve Sisco – assistenza al missaggio
- Andy Wallace – missaggio
- Brian "Big Bass" Gardner – mastering, montaggio digitale

## Classifiche
| Classifica (2001-17)             | Posizione massima |
| -------------------------------- | ----------------- |
| Australia                        | 4                 |
| Austria                          | 38                |
| Germania                         | 32                |
| Paesi Bassi                      | 57                |
| Regno Unito                      | 24                |
| Regno Unito (rock & metal)       | 3                 |
| Stati Uniti                      | 75                |
| Stati Uniti (alternative)        | 5                 |
| Stati Uniti (mainstream rock)    | 4                 |
| Stati Uniti (rock & alternative) | 14                |
| Svezia                           | 46                |
| Svizzera                         | 42                |